# World Cup Soccer (videogioco 1985)
World Cup Soccer è un videogioco di calcio pubblicato nel 1985-1986 per Amstrad CPC, Commodore 64 e ZX Spectrum dalla Macmillan Software, editrice del gruppo Macmillan Publishers. Riguarda il Campionato mondiale, ma non ha una licenza ufficiale e non è legato a una specifica annata del mondiale. L'edizione originale è costituita da due programmi distinti sui due lati della cassetta: World Cup Factfile, videogioco a quiz e banca dati sui mondiali, e World Cup Manager, manageriale con minigiochi d'azione. Era incluso inoltre un libretto sul calcio in generale e sulla storia dei mondiali, con introduzione di Ray Clemence. Le recensioni di tutto il pacchetto sulla stampa britannica variarono dal sufficiente al buono.
World Cup Soccer fa parte della collana The Professional Touch della Macmillan, comprendente anche Magic (programma sulla prestigiazione) e Screenplay (programma di grafica) per gli stessi computer.

## Modalità di gioco
World Cup Soccer è costituito in realtà da due videogiochi completamente indipendenti, anche nel caricamento. Entrambi hanno interfaccia a menù di testo, disponibile soltanto in inglese e comandabile soltanto da tastiera, con alcune decorazioni grafiche.
World Cup Factfile comprende un gioco a quiz e una banca dati consultabile a video, per argomento, sui risultati e sulle squadre di tutte le edizioni del mondiale (che all'epoca del gioco arrivavano al 1982). Il gioco a quiz permette a uno o due giocatori di sfidarsi sugli stessi argomenti trattati dalla banca dati, a tre livelli di difficoltà. Vengono poste domande casuali a risposta multipla, con cinque possibili risposte, fino a esaurimento del tempo totale a disposizione. Si accumula punteggio in base alle risposte giuste e alla velocità. Nel caso di due giocatori si risponde uno alla volta, a turno, su domande distinte.
World Cup Manager permette di guidare una nazionale a scelta in un mondiale fittizio, con squadre distribuite casualmente nei gironi. Per i propri calciatori si possono inserire dei nomi o accettare quelli dati dal computer, che corrispondono a calciatori reali, ma presi casualmente da tutto il mondo. La propria rosa comprende 22 calciatori con i ruoli di portiere, difesa, centrocampo o attacco. Ognuno ha tre valori percentuali di abilità, velocità e resistenza, determinati casualmente; nel complesso la bravura delle squadre non è legata a quella delle nazionali reali. Prima di ogni incontro si possono visionare varie informazioni su come sta andando il campionato e si scelgono gli 11 calciatori da schierare.
Ogni partita è costituita da un primo tempo calcolato dal computer e da un secondo tempo con minigiochi d'azione. Nel primo tempo i minuti scorrono velocizzati e ogni tanto può essere descritto testualmente un evento, come un gol o un infortunio. Solo in caso di calcio di rigore c'è un semplice intervento del giocatore e un'animazione: si sceglie di calciare o tuffarsi (a seconda del rigore per sé o per l'avversario) a destra oppure a sinistra e quindi si vede il risultato, basato sulla fortuna, in una scena tridimensionale fissa.
Nel secondo tempo si affrontano i due minigiochi seguenti, entrambi ripetuti più volte:
1. In modo simile a un clone di Breakout, si controlla un piede da calciatore che può muoversi a destra e sinistra alla base dello schermo e deve far rimbalzare un pallone, evitando che tocchi il bordo inferiore e cercando di colpire una porta che si sposta continuamente lungo il bordo superiore.
2. Nella stessa scena usata per i rigori, di fronte alla porta avversaria, si controlla un  attaccante che può muoversi a destra e sinistra alla base dello schermo e deve colpire di testa un pallone che arriva da sinistra con angolazione imprevedibile. Bisogna cercare di fare gol, evitando anche il portiere che si tuffa controllato dal computer.

In base a quanto si riesce bene nei minigiochi, alla fine il computer determina se assegnare ulteriori gol alle due squadre.
Dal menù principale è possibile scegliere di allenarsi nei due minigiochi anche senza giocare il campionato.